# 清貧
| ウィキペディアには「清貧」という見出しの百科事典記事はありません（タイトルに「清貧」を含むページの一覧/「清貧」で始まるページの一覧）。 代わりにウィクショナリーのページ「清貧」が役に立つかもしれません。 |